# Arzjom Leschtschanka
Arzjom Leschtschanka (* 13. Dezember 1989 in Nawapolazk, Weißrussische Sozialistische Sowjetrepublik, Sowjetunion) ist ein weißrussischer Biathlet.
Arzjom Leschtschanka lebt in Nawapolazk und wird von Wassil Leschtschanka trainiert. 1997 begann er mit dem Biathlonsport. Seine ersten internationalen Rennen bestritt er 2006 in Ridnaun und Obertilliach im Rahmen der Juniorenwettkämpfe des Biathlon-Europacups. In der Haute-Maurienne nahm der Weißrusse bei den Juniorenwettbewerben der Sommerbiathlon-Weltmeisterschaften 2008 erstmals an einem Großereignis teil. Er startete bei den Wettbewerben im Crosslauf und wurde sowohl im Sprint wie auch in der Verfolgung Elfter. Auch im Jahr darauf nahm er in Oberhof an diesen Wettbewerben teil und wurde bei den Cross-Wettkämpfen Sechster im Sprint, im Verfolgungsrennen aber disqualifiziert. Auf Skirollern kam ein 21. Platz im Sprint und Rang neun in der Verfolgung hinzu. Erstes Großereignis auf Schnee wurden die Biathlon-Juniorenweltmeisterschaften 2009 in Torsby. Leschtschanka kam in allen vier Rennen zum Einsatz. Im Einzel belegte er Platz 45, im Sprint wurde er 33., in der Verfolgung 20. und mit der weißrussischen Staffel kam er auf den sechsten Platz. Es folgte die Teilnahme an den Junioren-Wettbewerben der Biathlon-Europameisterschaften 2010 in Otepää. Hier wurde Leschtschanka Zehnter des Einzels, 26. in Sprint und Verfolgung sowie Fünfter mit der Mixed-Staffel. Bei den Sommerbiathlon-Europameisterschaften 2010 in Osrblie kam er zunächst bei den Junioren-Wettkämpfen zum Einsatz und gewann die Titel sowohl im Sprint als auch in der Verfolgung. Durch die guten Leistungen wurde er für das Mixed-Staffelrennen in den Leistungsbereich berufen und kam dort mit Iryna Babezkaja, Wolha Nasarawa und Dzmitry Labetsik als Schlussläufer der Staffel Fünfter.